# بخش آراپا
منطقه آراپا (به اسپانیایی: Distrito de Arapa) یک منطقهٔ مسکونی در پرو است که در Azángaro Province واقع شده‌است. منطقه آراپا ۳۲۹٫۸۵ کیلومتر مربع مساحت و ۱۰٬۱۷۸ نفر جمعیت دارد و ۳٬۸۳۸ متر بالاتر از سطح دریا واقع شده‌است.